# Ви-ле-Филен
Ви-ле-Филе́н (фр. Vy-lès-Filain) — коммуна во Франции, находится в регионе Франш-Конте. Департамент — Верхняя Сона. Входит в состав кантона Монбозон. Округ коммуны — Везуль.
Код INSEE коммуны — 70583.

## География
Коммуна расположена приблизительно в 330 км к юго-востоку от Парижа, в 33 км северо-восточнее Безансона, в 13 км к югу от Везуля.
По территории коммуны протекает река Филен (фр. Filaine).

## Население
Население коммуны на 2010 год составляло 86 человек.
| 1962 | 1968 | 1975 | 1982 | 1990 | 1999 | 2010 |
| ---- | ---- | ---- | ---- | ---- | ---- | ---- |
| 90   | 88   | 57   | 75   | 70   | 73   | 86   |

## Экономика
В 2010 году среди 52 человек трудоспособного возраста (15—64 лет) 38 были экономически активными, 14 — неактивными (показатель активности — 73,1 %, в 1999 году было 67,4 %). Из 38 активных жителей работали 35 человек (19 мужчин и 16 женщин), безработных было 3 (0 мужчин и 3 женщины). Среди 14 неактивных 2 человека были учениками или студентами, 8 — пенсионерами, 4 были неактивными по другим причинам.

## Достопримечательности
- Ферма Лен (XIX век). Исторический памятник с 1992 года[3]